# Souroubea crassipetala
Souroubea crassipetala är en tvåhjärtbladig växtart som beskrevs av De Roon. Souroubea crassipetala ingår i släktet Souroubea och familjen Marcgraviaceae. Inga underarter finns listade i Catalogue of Life.